# Astrid Kirchherr

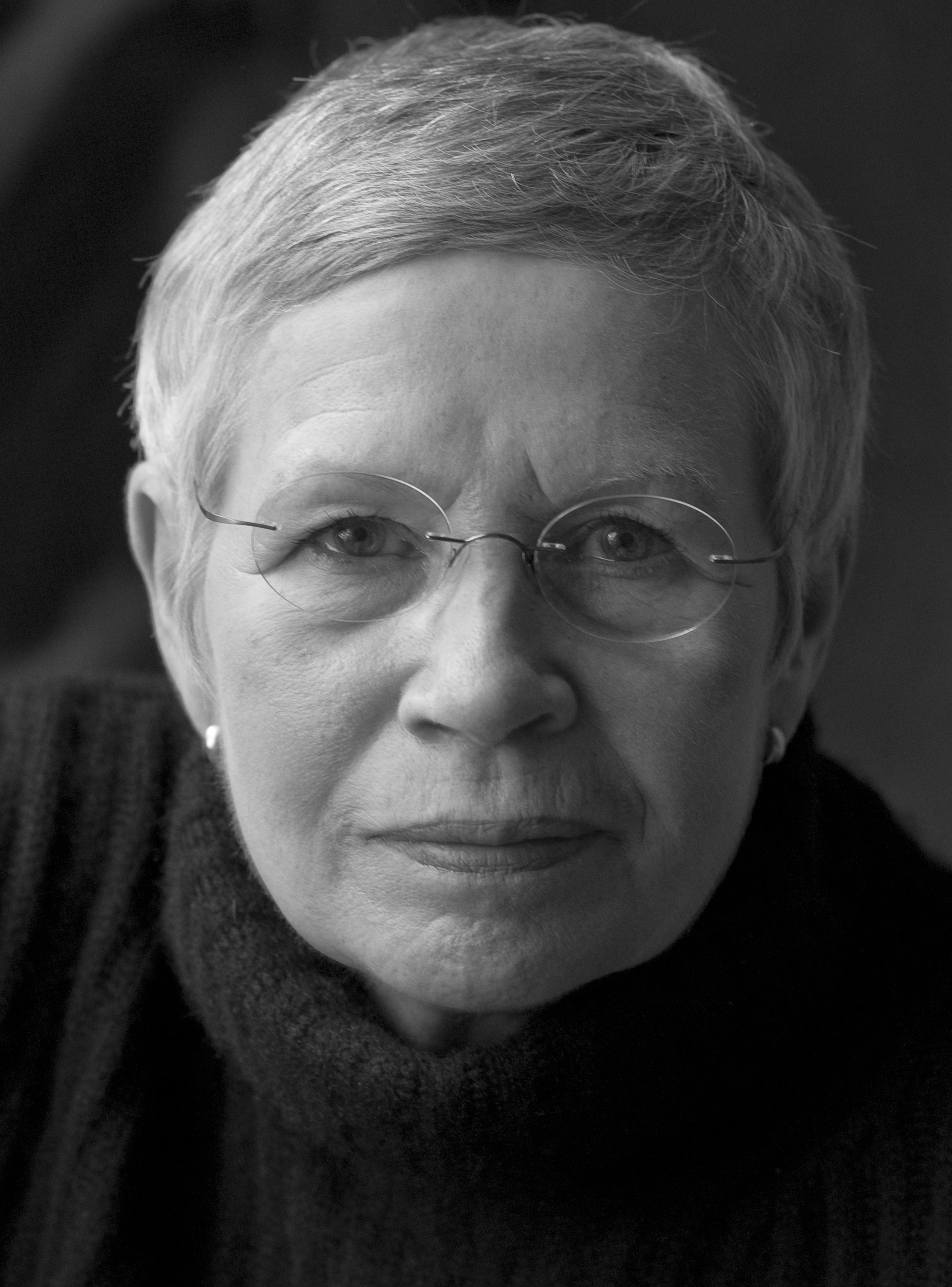
Astrid Kirchherr 2010

Signatur Astrid Kirchherr

Astrid Kirchherr (* 20. Mai 1938 in Hamburg; † 12. Mai 2020 ebenda) war eine deutsche Fotografin und Künstlerin. Ihre Fotos der Beatles sind weltweit in Buchveröffentlichungen zu finden.

## Leben
Astrid Kirchherr schloss 1960 ihr Studium an der Meisterschule für Mode, Textil, Grafik und Werbung (heute Department Design der HAW Hamburg) ab und wurde 1959 Assistentin von Reinhart Wolf. Kirchherr lernte bei ihm Schwarz-Weiß-Fotografien mit der zweiäugigen Rolleicord anzufertigen; sie machte ihre Aufnahmen auch draußen, ihre Bilder kamen ohne Kunstlicht aus. Farbe fotografierte sie nur durch den maximalen Kontrast.
Im Oktober 1960 wurde sie von ihrem damaligen Freund Klaus Voormann und Jürgen Vollmer in den Hamburger Kaiserkeller mitgenommen, wo sie die Beatles – damals noch mit Pete Best am Schlagzeug – traf. Von Kirchherr stammen die ersten professionellen Fotos der Gruppe, die sie Anfang November 1960 machte.
Sie verliebte sich in den Musiker und Künstler Stuart Sutcliffe (1940–1962), dem sie die erste Pilzkopffrisur (englisch: mop-top) nach dem Vorbild Vollmers schnitt. John Lennon lachte zwar zunächst darüber, ließ sich aber mit Paul McCartney im Oktober 1961 von Vollmer ebenfalls seine Haare entsprechend schneiden.
Sutcliffe starb 1962 in Kirchherrs Armen an einer Gehirnblutung. In den folgenden Wochen fotografierte sie ein bis heute in den Medien sehr präsentes Bild von George Harrison und John Lennon, die auf dem Dachboden von Sutcliffe vereint in ihrer Trauer um den toten Freund waren.
Später arbeitete Kirchherr als freie Fotografin und wurde vom Stern angestellt, um die Beatles 1964 bei den Dreharbeiten zu Yeah! Yeah! Yeah! (A Hard Days Night) zu fotografieren. George Harrison legte Wert darauf, dass sie vom Verlag anständig bezahlt wurde, und deshalb ließ man sie und den Kollegen Max Scheler ans Set. 1967 heiratete sie den Schlagzeuger Gibson Kemp, der unter anderem mit Klaus Voormann, Les Humphries und Kingsize Taylor musizierte sowie als A&R-Manager für Plattenfirmen arbeitete, und zog sich aus der Öffentlichkeit zurück. Ein Foto auf dem Cover von George Harrisons Album Wonderwall Music war eines ihrer letzten veröffentlichten. Paul McCartney schrieb das Lied Baby’s in Black über Kirchherr. In den 1970er und 1980er Jahren arbeitete sie als Hausfrau und in verschiedenen Berufen. Seit den 1990er Jahren vermarktete sie ihr Fotoarchiv und trat weltweit auf Ausstellungen und Fantreffen auf und veröffentlichte diverse Bildbände, u. a. bei Genesis Publications in England in hochwertiger Ausführung, signiert und limitiert.
Ende 2011 bot sie ihr komplettes Fotoarchiv nebst Veröffentlichungsrechten über das Auktionshaus Guernsey’s zum Kauf an. Die Bilder wurden aber vor Auktionsbeginn privat für eine ungenannte Summe an eine amerikanische Investorenfamilie verkauft, die – gemeinsam mit dem Fotografen Kai-Uwe Franz, einem langjährigen Freund Kirchherrs – seither über ihr künstlerisches Erbe wacht. Von Zeit zu Zeit werden ihre Fotos an ausgewählten Orten in sorgfältig kuratierten Ausstellungen der Öffentlichkeit zugänglich gemacht.
Astrid Kirchherr lebte in Hamburg. Sie war zweimal verheiratet.

## In der Populärkultur
Im Kinofilm Backbeat aus dem Jahr 1994, der von den Anfängen der Beatles handelt, spielt ihre Person eine bedeutende Rolle. Die Rolle Kirchherrs übernahm die Schauspielerin Sheryl Lee.
Die biografisch geprägte Graphic Novel Baby's In Black – The Story of Astrid Kirchherr & Stuart Sutcliffe von Arne Bellstorf erschien 2010 im Verlag Reprodukt.

## Veröffentlichungen
- Liverpool Days (mit Max Scheler). Genesis Publications, 1994
- Golden Dreams (mit Max Scheler). Genesis Publications, 1996
- When We Was Fab (mit Olivia Harrison), Genesis Publications, 2003
- The Beatles. Wie alles begann (mit Max Scheler). Rolf Heyne, München 2008, ISBN 978-3-89910-378-6
- Astrid Kirchherr with The Beatles. Damiani, Bologna 2017, ISBN 978-88-6208-574-8